# Van Boetzelaer

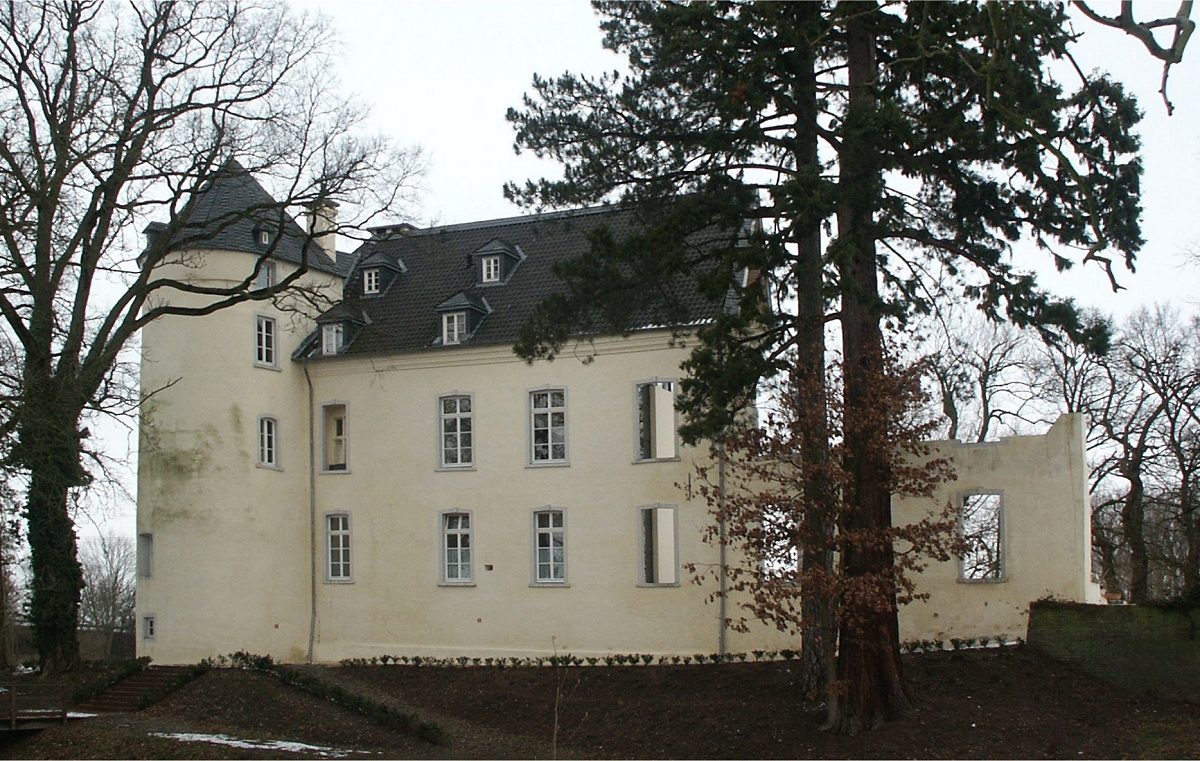
Burcht Boetzelaer in Kalkar

Van Boetzelaer is een oud adellijk geslacht dat oorspronkelijk afkomstig is uit Kleef in Noordrijn-Westfalen.

## Geschiedenis
Het oudste archiefstuk dat refereert aan de familie, dateert van 1265. In die tijd zetelde het geslacht Van den Boetzelaer in het hertogdom Kleef. Het stamslot Burcht Boetzelaer ligt ten oosten van Kalkar aan een oude Rijnarm.
In de 15e eeuw huwde Rutger van den Boetzelaer (1404-1460) met Elburg, vrouwe van Langerak en half Asperen. Hun zoon Wessel van Boetzelaer en diens nakomelingen (onder wie Wessels zoon Rutger van Boetzelaer) bleven in de Nederlanden gevestigd. Het Kleefse bezit kwam aan Wessels jongere broer Zweder, die daarmee de stamvader werd van de Duitse tak van de familie, die in 1711 is uitgestorven. Asperen bleef beheerd door leden van de oudste tak.
Sinds 1461 hadden zij ook de andere helft van Asperen verkregen na een langdurige strijd met Arend Pieck van Beesd. Philip Jacob van den Boetzelaer (1690-1773), heer van Asperen, werd in 1733 tot graaf verheven, maar met het overlijden van zijn zoon Philip Marie stierf de grafelijke tak uit en ging Asperen in andere handen over.
Reeds in 1604 was Langerak aan een jongere tak geraakt, van wie Gideon, baron van de Boetzelaar (1569-1634) ambassadeur van de Verenigde Provinciën bij de koning van Frankrijk, heer van Langerak en van 1620 tot 1634 stedevoogd van Loevestein en Woudrichem, voorts was hij ambachtsheer van Carnisse, de bekendste is geweest. Ook deze tak stierf uit, en wel in 1763. Dat Benjamin graaf van den Boetzelaer – broer van Philip Marie – zich toch heer van Langerak noemde, komt voort uit het feit dat hij het huis Langerak bezat, niet de heerlijkheid.
De Drentse tak kwam via stadhouder Georg Schenck van Toutenburg en diens zoon Frederik, aartsbisschop van Utrecht, in het bezit van de havezate Batinge bij Dwingeloo. Rutger van den Boetzelaer (1578-1668) was drost van Drenthe van 1643 tot zijn dood.
De tegenwoordige Van Boetzelaers komen uit een zijlijn van de tak van Asperen. Zij stammen allen af van Coenraad Carel Vincent van Boetzelaer (1776-1845), heer van Dubbeldam. Dubbeldam was een ambachtsheerlijkheid van ruim 1600 morgen op het Eiland van Dordrecht, dat samen met het nabije, maar veel kleinere Kijfhoek in de Zwijndrechtse waard in de familie was gekomen door het huwelijk van Nicolaas van den Boetzelaer (1718-1796) met Elisabeth Dorothea de Raet. In de 19e eeuw werd de kleine ambachtsheerlijkheid De Mijl nog aan dit bezit toegevoegd. De laatste heer van Kijfhoek overleed in 1926, maar Dubbeldam - met De Mijl - is nog steeds in de familie.
Coenraad Carel Vincent was getrouwd met Theodora Elsabé van Voorst, uit een Utrechtse regentenfamilie, hun zoon Christiaan Willem Johan ging in Utrecht studeren en trouwde daar met Elisabeth Charlotte Petronella Both Hendriksen uit de Amersfoortse familie van die naam. Het echtpaar vestigde zich in Utrecht en woonde 's zomers op het buiten Sandwijck in De Bilt, dat Elisabeth Both Hendriksen van haar vader had geërfd. Later kochten zij voor hun kinderen andere landgoederen in de nabijheid, zoals Eyckenstein, nog steeds (sinds 1878) door de familie bewoond, Houdringe, waar nu Sweco Nederland is gevestigd, en Koelenberg, genaamd Het Klooster, waar later het KNMI is gekomen. In 1938 kwam de heerlijkheid Asperen weer in de familie door aankoop uit een nalatenschap.

## Wapen
Het familiewapen van de familie Van (den) Boetzelaer is als volgt: op het eerste en vierde kwartier in keel drie gouden wolfijzers, op het tweede en derde kwartier in goud een leeuw van keel met een azuren barensteel (Van Langerack), een zilveren hartschild met twee gekanteelde balken van keel (Van Arkel), een aanziende helm, een kroon van vijf bladeren; dekkleden: keel, gevoerd van goud; helmteken: een gouden drakenkop en -hals, rechts omgebonden; schildhouders: twee gouden leeuwen.

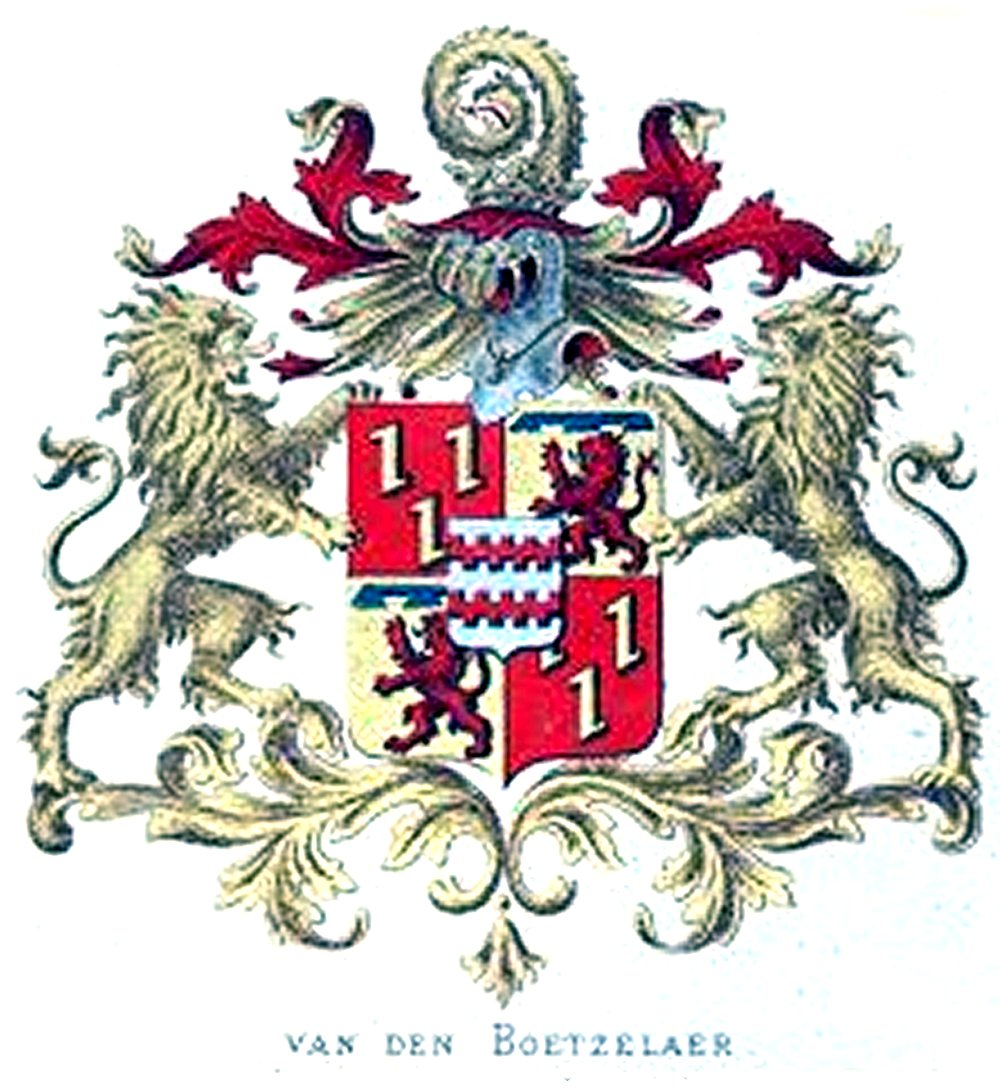

## Bekende telgen
- Wessel van Boetzelaer, getrouwd met Josina de Mol (ca. 1445-1505) die als weduwe hertrouwde met Henrick Taije (ca.1430-1508)
- Rutger van Boetzelaer (ca. 1472-1545)
- Catharina van Boetzelaer († na maart 1567), geuzin
- Jacob Godfried van den Boetzelaer (1680-1736), heer van Nieuwveen, baljuw en schout van Den Haag
- Carel van Boetzelaer (1727-1803), getrouwd met Josina van Aerssen (1733-1797)
- Pieter Alexander van Boetzelaer (1759-1826)
- Jacob Philip van den Boetzelaer (1711-1781), baljuw van Den Haag
- Carel Theodorus van den Boetzelaer, burgemeester van De Bilt
- Willem Carel van Boetzelaer (1845-1935), burgemeester van De Bilt
- Carel Wessel Theodorus van Boetzelaer van Dubbeldam (1873 - 1956) koloniaal-woordvoerder van de CHU in de Tweede Kamer en oud-zendingsconsul in Nederlands-Indië
- Arent Mijndert Albert van Boetzelaer (1885-1955), burgemeester van Loenersloot en van Ruwiel, dijkgraaf van Lekdijk Bovendams
- Carel Godfried Willem Hendrik van Boetzelaer van Oosterhout (1892-1986), onder meer van 1946-1948 minister van buitenlandse zaken
- Baron Dirk Coenraad Carel van Boetzelaer (1901-1981), ingenieur waterbouwkunde, luitenant-kolonel in het Nederlandse bevrijdingsleger, onder meer militair commandant voor de provincie Utrecht en militair bevelhebber voor Breda en omstreken.
- Johanna Charlotte van Boetzelaer  (1910-1994), bekend als vriendin van Pyke Koch en door hem geportretteerd
- Lodewijk Henrick Zeger van Boetzelaer (1921-1944), verzetsstrijder
- Godfried Leonard Olaf van Boetzelaer (1943-2018), hoogleraar en politicus
- Isabel van Boetzelaer (1961), danseres, lerares Duits, schreef onder de titel Oorlogsouders een boek over haar ouders